# Sojuz TMA-8
Sojuz TMA-8 byla ruská kosmická loď řady Sojuz, která v roce 2006 letěla k Mezinárodní vesmírné stanici (ISS). Na palubě lodi ke stanici přiletěli členové nové základní posádky ISS – Expedice 13 a v rámci 10. návštěvní expedice také první brazilský kosmonaut Marcos Pontes. Sojuz TMA-8 zůstal od dubna 2006 připojen ke stanici jako záchranný člun. V září 2006 kosmická loď přistála v Kazachstánu s Vinogradovem, Williamsem a vesmírnou turistkou Anúší Ansáríjovou.

## Posádka

### Členové posádky ISS – Expedice 13
- Pavel Vinogradov (2), velitel, RKK Eněrgija[1]
- Jeffrey Williams (2), palubní inženýr, NASA

### Pouze start
- Marcos Pontes (1), účastník kosmického letu, Brazilská kosmická agentura (AEB)

### Pouze přistání
- Anúše Ansáríová (1), účastník kosmického letu

V závorkách je uveden dosavadní počet letů do vesmíru včetně této mise.

### Záložní posádka
- Fjodor Jurčichin, velitel
- Michael Fincke, palubní inženýr
- Sergej Volkov, palubní inženýr

## Průběh letu

### Start, připojení k ISS
Start lodi se uskutečnil 30. března 2006 v 02:30:20 UTC z kosmodromu Bajkonur v Kazachstánu a úspěšně se dostal na oběžnou dráhu. Po dvoudenním samostatném letu se Sojuz přiblížil k Mezinárodní vesmírné stanici a 1. dubna 2006 v 04:19:26 UTC se připojil k portu modulu Zarja. Sojuz TMA-8 zůstal u ISS jako záchranná loď.

### Přistání
Návrat lodi Sojuz TMA-8 se uskutečnil na konci září 2006. Na palubě byla kromě členů Expedice 13 (Vinogradov a Williams) také Anúše Ansáríová, která na stanici přiletěla v lodi Sojuz TMA-9. 28. září 2006 ve 21:53 UT se kosmická loď oddělila od orbitálního komplexu a zahájila brzdící motorický manévr, do atmosféry vstoupila 29. září 2006 v 00:50:22 UTC. Hladké přistání proběhlo severně od města Arkalyk v Kazachstánu v 01:13:17 UTC.